# Varennes-Saint-Sauveur
Varennes-Saint-Sauveur település Franciaországban, Saône-et-Loire megyében. Lakosainak száma 1116 fő (2022. január 1.). Varennes-Saint-Sauveur Beaupont, Cormoz, Curciat-Dongalon, Saint-Nizier-le-Bouchoux, Condal, Dommartin-lès-Cuiseaux, Frontenaud, Montpont-en-Bresse és Sainte-Croix-en-Bresse községekkel határos.

## Népesség
A település népessége az elmúlt években az alábbi módon változott:
| Lakosok száma | 1120 | 1122 | 1157 | 1133 | 1135 | 1132 | 1131 | 1123 | 1116 |
|               | 2013 | 2015 | 2016 | 2017 | 2018 | 2019 | 2020 | 2021 | 2022 |